# Histoire de la faculté de théologie protestante de Paris
La faculté de théologie protestante de Paris est fondée en 1877 par transfert de la faculté de théologie protestante de Strasbourg à Paris. Créée comme une composante de l'université de Paris, elle devient une faculté libre après la loi de séparation des Églises et de l'État de 1905.

## Fondation de la faculté de Paris
Après la signature du traité de Francfort, le 10 mai 1871, entraînant la perte de l'Alsace-Lorraine, il faut remplacer la faculté de théologie protestante de Strasbourg. L'État, qui a autorité puisqu'il s'agit d'une faculté d'État, souhaite transférer la faculté de Strasbourg à Paris. La faculté de théologie protestante de Paris n'ouvre pourtant officiellement que six ans plus tard, le 1er juin 1877, alors que les différentes facultés qui composaient l'université de Strasbourg ont été réinstallées dès 1872. Cette volonté s'étant concrétisée par le décret du 27 mars 1877 qui prévoit que « la faculté mixte de théologie protestante dont le siège était à Strasbourg est transférée à Paris ». 
Deux professeurs de l'université de Strasbourg, Frédéric Lichtenberger et Auguste Sabatier, qui ont quitté l'Alsace après son rattachement à l'Allemagne, toujours titulaires de chaires de théologie, sont sans postes. Les discussions sont longues avant l'aboutissement qui permet l'ouverture d'une faculté à Paris. Un certain nombre de questions doivent être préalablement résolues :
- La faculté de théologie protestante de Strasbourg comptait six chaires d'enseignement, cinq chaires luthériennes et une chaire réformée. Or les luthériens, majoritaires en Alsace, sont minoritaires dans le protestantisme français, et la nouvelle faculté, si elle veut attirer des étudiants réformés, doit laisser une part plus importante à l'enseignement réformé ;
- Durant les années 1870, deux tendances théologiques coexistent en France : une tendance « orthodoxe » (parfois dite « évangélique »), orientation majoritaire à la faculté de théologie de Montauban et une tendance « libérale », majoritaire à la faculté de théologie de Strasbourg.

Pour mener à bien la recomposition nécessaire à l'ouverture d'une faculté, des alliances entre ces quatre parties : luthérienne, réformée, libérale et orthodoxe, sont nécessaires. Une faculté majoritairement luthérienne, avec une seule chaire réformée, dissuaderait les réformés d'y étudier. Les orthodoxes craignent qu'une faculté à Paris ne menace la faculté de Montauban. Les libéraux souhaitent l'ouverture d'une faculté à tendance libérale à Paris, mais le mode de désignation des professeurs prévu par la législation - ce sont les consistoires qui proposent des candidats - leur est défavorable car ils sont minoritaires dans l'église réformée.
La situation est bloquée jusqu'en 1876 : les républicains ont gagné les élections et sont renforcés en légitimité. William Henry Waddington est brièvement ministre de l'Instruction publique du Gouvernement Jules Simon en 1877, et fait signer par Mac Mahon, président de la république, le décret du 27 mars 1877, qui transfère la faculté de Strasbourg à Paris.

## Ouverture en 1877
La faculté ouvre en novembre 1877, avec les deux professeurs de Strasbourg, Frédéric Lichtenberger, qui devient doyen, et Auguste Sabatier. Ils sont rejoints par quatre maîtres de conférences à la rentrée universitaire. En 1879, Jules Ferry devient ministre de l'Instruction publique, dans le gouvernement Waddington, et nomme deux professeurs réformés, dont l'un est libéral, sans consulter les consistoires : Ariste Viguié et Gaston Bonet-Maury.
Durant deux années académiques, la faculté a occupé les locaux de l'ancien collège Rollin, rue Lhomond. En 1878, le Ministère de l'instruction publique acquiert un ensemble immobilier à l'angle du boulevard Arago et de la rue du Faubourg-Saint-Jacques afin d'y loger la nouvelle faculté et y fait aménager un amphithéâtre. Les nouveaux bâtiments sont inaugurés le 7 novembre 1879 par Jules Ferry. Elle accueille 22 étudiants en 1877 et 30 étudiants en 1882.
Un épisode des conflits entre protestants libéraux et protestants évangéliques concerne la démission de Maurice Vernes,.
Jusqu'en 1905, la faculté de théologie de Paris fait partie de l'université de Paris. Après la séparation des Églises et de l'État, en 1905, elle passe sous la direction des Églises protestantes et prend l'intitulé de « faculté libre de théologie protestante ». 
En 1973, les facultés de théologie protestantes de Paris et de Montpellier se regroupent en une structure unique, l'Institut protestant de théologie.